# Vladislav Solodyagin

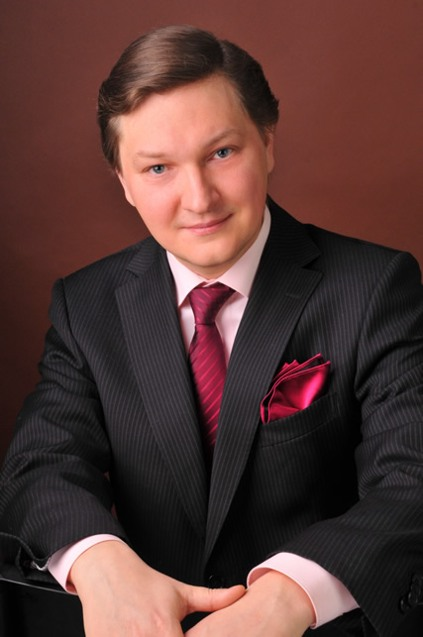
Vladislav Solodyagin

Vladislav Solodyagin, russisch Владислав Солодягин (* in Wologda, Russland) ist ein russischer Opernsänger (Bass).

## Leben
Vladislav Solodyagin absolvierte das Staatliche Konservatorium in St. Petersburg, wo er bereits im Rahmen des Opernstudios zahlreiche große Partien seines Faches interpretiert hat. Von 2006 bis 2008 sang er als Solist an der Sankt-Petersburg-Oper, wo er u. a. als Gremin (Eugen Onegin), Pimen und Warlaam (Boris Godunow), Der Großinquisitor (Don Carlos) und Raimondo (Lucia di Lammermoor) zu erleben war.
Konzertreisen führten ihn u. a. nach Deutschland, Österreich und Schweden. Sein europäisches Debüt fand 2008 am Musiktheater im Revier in Gelsenkirchen als Oberpriester und Großinquisitor in Meyerbeers Die Afrikanerin statt.
Am Staatstheater Nürnberg war Solodyagin in der Spielzeit 2008/2009 Mitglied des Internationalen Opernstudios und wurde in der darauffolgenden Spielzeit festes Ensemblemitglied, wo er u. a. als Sarastro (Die Zauberflöte), Abimélech (Samson et Dalila), Bonzo (Madama Butterfly), Angelotti (Tosca), Monterone (Rigoletto), Melchtal (Guillaume Tell), König (Aida) und Bartolo (Il barbiere di Siviglia) zu erleben war. Die Premieren von Moses und Pharao, Samson et Dalila, Die Meistersinger von Nürnberg und Guillaume Tell wurden live auf BR-KLASSIK übertragen.
Von 2012 bis 2016 war er festes Ensemblemitglied am Theater Augsburg. An diesem Haus war er in den wesentlichen Partien seines Fachs zu hören, u. a. als Commendatore (Don Giovanni), Colline (La Bohème), Sparafucile (Rigoletto), Fiesco (Simon Boccanegra), Arkel (Pelléas et Mélisande), Heinrich (Lohengrin), Doktor (Wozzeck), Banquo (Macbeth), Crespel (Hoffmanns Erzählungen) und Pope (Lady Macbeth von Mzensk).
2016 debütierte an der Staatsoper Stuttgart als Dorfrichter in Jenůfa. Gastengagements führten ihn an das Südthüringische Staatstheater Meiningen, das Staatstheater Cottbus, das Mainfranken Theater Würzburg, das Stadttheater Nordhausen und das Theater Ulm.
Von 2016 bis 2018 war er festes Ensemblemitglied an der Oper Halle, wo er u. a. als Daland (Der fliegende Holländer), Rocco (Fidelio), Ramfis (Aida) zu erleben war.
2019 war er als Sarastro (Die Zauberflöte) an der Opera pa Skäret (Schweden) zu erleben.
2021 wird er am Theater Ulm die Partien Basilio (Il Barbiere di Siviglia) und Dicoj (Katja Kabanova) übernehmen.

## Repertoire (Auswahl)
- Fiesco (Verdi: Simon Boccanegra)
- Filippo, Der Großinquisitor (Verdi: Don Carlos)
- Ramfis, König von Ägypten (Verdi: Aida)
- Sparafucile, Monterone (Verdi: Rigoletto)
- Banquo (Verdi: Macbeth)
- Angelotti, Mesner (Puccini: Tosca)
- Colline (Puccini: La Bohème)
- Basilio, Bartolo (Rossini: Der Barbier von Sevilla)
- Raimondo  (Donizetti: Lucia di Lammermoor)
- Commendatore, Leporello (Mozart: Don Giovanni)
- Sarastro (Mozart: Die Zauberflöte)
- Rocco (Beethoven: Fidelio)
- Daland (Wagner: Der fliegende Holländer)
- Heinrich (Wagner: Lohengrin)
- Doktor (Berg: Wozzeck)
- Arkel (Debussy: Pelléas et Mélisande)
- Abimelech (Saint-Saëns: Samson et Dalila)
- Der Großinquisitor, Der Oberpriester (Meyerbeer: Die Afrikanerin)
- Crespel (Offenbach: Hoffmanns Erzählungen)
- Melchtal (Rossini: Guillaume Tell)
- Dicoj (Janáček: Káťa Kabanová)
- Fürst Gremin (Tschaikowski: Eugen Onegin)
- Warlaam, Pimen (Mussorgski: Boris Godunow)
- Pope (Schostakowitsch: Lady Macbeth von Mzensk)

## Aufnahmen
- Gioachino Rossini: Moses und Pharao (Rundfunk 2009)[1]
- Camille Saint-Saëns: Samson et Dalila (Rundfunk 2010)[2]
- Gioachino Rossini: Guillaume Tell (Rundfunk 2012)[3]
- Richard Wagner: Die Meistersinger von Nürnberg (DVD 2012, Dirigent Marcus R. Bosch)[4]